# فرنولوم

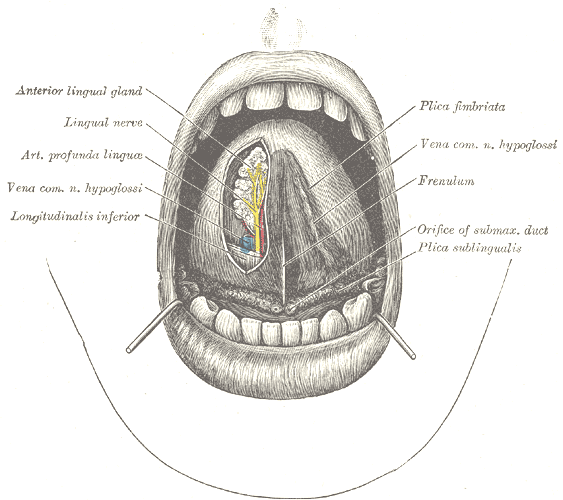
آناتومی دهان انسان، از جمله فرنولوم زبان

فرنولوم، فرنوم (به انگلیسی: Frenulum) یا لگام، چین کوچک (بافتی) است که حرکت اندام متحرک را در بدن حفظ یا محدود می‌کند. در فرنولوم زبان، این بافت به صورت یک خط باریک بین لب‌ها و لثه‌ها (زیر زبان) قرار گرفته است.